# Bogdan Diklić
Bogdan Diklić (serb. Богдан Диклић, ur. 1 sierpnia 1953 w Bjelovarze) – jugosłowiański i serbski aktor teatralny i filmowy.
W 1972 ukończył studia aktorskie w Akademii Teatralnej w Belgradzie.

## Filmografia
- 1975 Grlom u jagode serial TV (jako Boca „Combe”)
- 1976 Devojački most
- 1976 Vojnikova ljubav (jako Borko Tumba)
- 1977 Pod istragom film TV
- 1977 Miris poljskog cveća
- 1978 Nadchodzą panny młode film TV (jako Jakov)
- 1978 Povratak otpisanih serial TV (jako Pegi)
- 1979 Slom miniserial TV (jako Predrag Stepančev)
- 1979 Kakav dan film TV
- 1979 Nacionalna klasa (jako Mile)
- 1979 Bar Titanic film TV (jako Stjepan Ković)
- 1980 Majstori, majstori (jako Miroslav, inspektor szkolny)
- 1981 Variola vera (jako Duško)
- 1981 Sijamci serial TV
- 1981 Sok od šljiva (jako Vuk)
- 1981 Kuća i gost film TV
- 1981 Smrt pukovnika Kuzmanovića film TV
- 1981 Erogena zona (jako Strahinja)
- 1981 Svetozar Marković serial TV (jako Pavle Mihailović)
- 1982 Sabinjanke film TV
- 1982 Rodzinny interes (jako Mirko Topalović)
- 1984 Cud niebywały (jako inżynier)
- 1984 Bałkański szpieg (jako mężczyzna w teatrze)
- 1984 Koniec świata jako Alojzije Zadro
- 1998 Beczka prochu (jako kierowca Volkswagena)
- 2006 Posterunek graniczny (jako płk Rade Orchideja)
- 2016 Czarna szpilka (jako Dondo)